# Yelsemia droserae
Yelsemia droserae är en svampart som beskrevs av R.G. Shivas, Vánky & Athip. 2006. Yelsemia droserae ingår i släktet Yelsemia och familjen Melanotaeniaceae.   Inga underarter finns listade i Catalogue of Life.